# Christina Stead

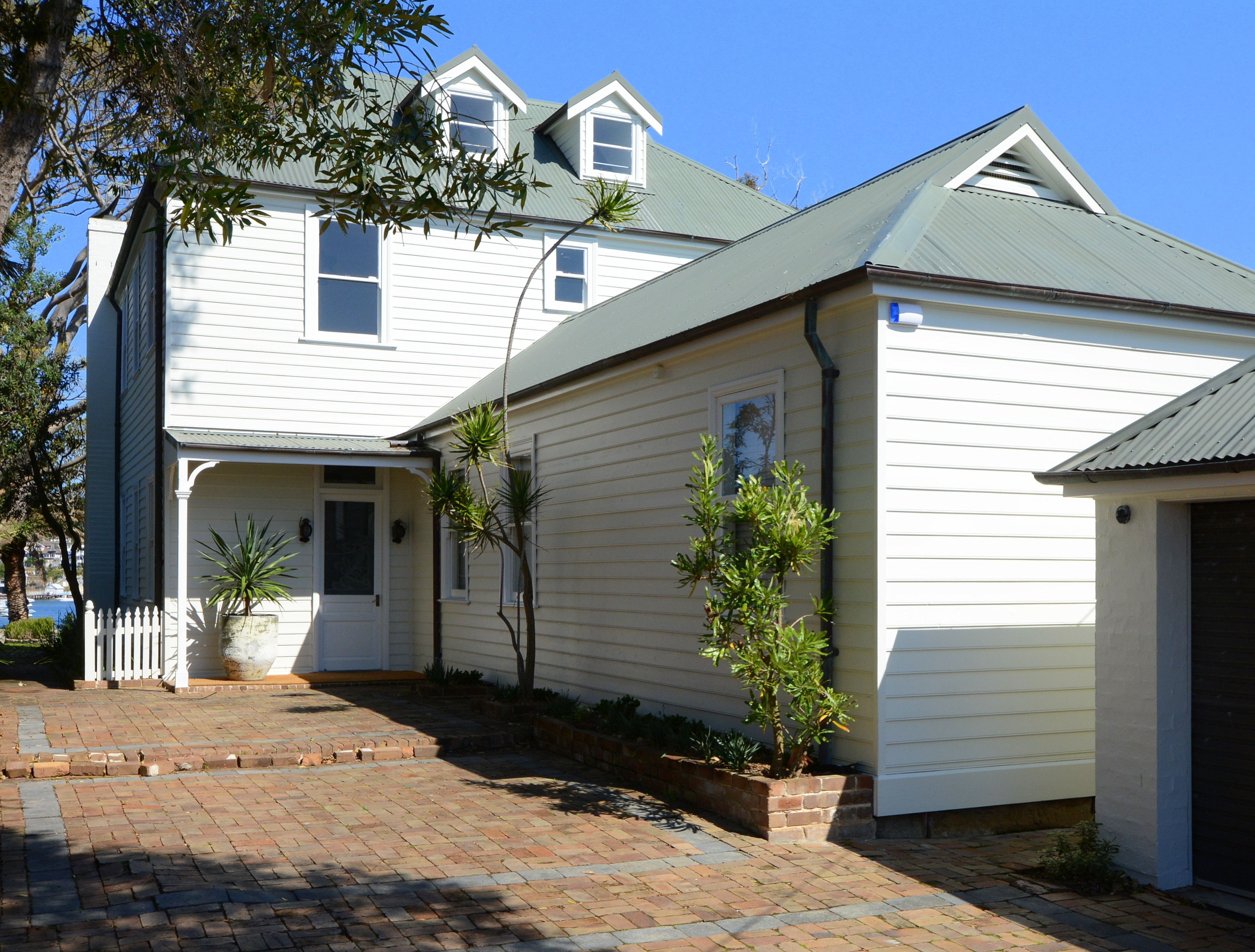
Dom rodzinny pisarki

Christina Stead (17 lipca 1902 – 31 marca 1983) – australijska pisarka. Przez wiele lat mieszkała w Anglii i USA. Napisała 15 powieści, z których najsłynniejsza to The Man Who Loved Children (1940), oparta na jej własnym dzieciństwie, o ubożejącej, źle funkcjonującej rodzinie. Książka ta zyskała popularność dopiero w latach '60.